# لوکولوس
لوکیوس لیکینیوس لوکولوس (به لاتین: Lucius Licinius Lucullus) (۱۱۸–۵۶ پیش از میلاد) کنسول روم و از پیروان لوکیوس کورنلیوس سولا و نیز پیروزمند در جنگ مهردادی سوم بود. لوکولوس ثروتمندترینِ رومیان بود زیرا هنگامی‌که در برابر مهرداد ششم به‌عنوان کنسول به آسیای صغیر فرستاده شد، غنایم جنگی بسیاری تصاحب نمود و با ثروت‌بادآورده بی‌پایانی به روم بازگشت.

## زندگی‌نامه
وی در روم زاده شد و از خاندان لیکینیا بود، خاندانی بسیار متنفذ در دوران جمهوری، هرچند که اصل و نسبی پلبی داشت. وی نوهٔ کنسول لوکیوس لیکینیوس لوکولوس بود؛ والدین وی نیز لوکیوس لیکینیوس لوکولوس (پرایتور) و کایکیلیا متلا کالوا (خواهر کوینتوس کایکیلیوس متلوس نومیدیکوس و لوکیوس کایکیلیوس متلوس دالماتیکوس که سومین پدرزن لوکیوس کورنلیوس سولا بود) بودند. برادر وی مارکوس ترنتیوس وارو لوکولوس بود که در ۷۳ ق. م به منصب کنسولی رسید. سیسرون، شاعر و سخنور و سیاستمدار نامدار اواخر جمهوری، خود لوکولوس را در میان «اشراف»، «هوشمندترین‌ها»، و «بزرگان شهر» جای می‌دهد.
وی رابطه بسیار نزدیکی با برادر کوچک‌تر خود مارکوس ترنتیوس وارو لوکولوس داشت: بر طبق آنچه پلوتارک می‌گوید، لوکولوس انتظار داشت که برادر کوچکش به سن قانونی برسد تا بتواند با وی مشترکاً منصبی کلانتری عهده‌دار شود، درحالی‌که لوکیوس خود حداقل سن لازم برای تصدی آن منصب را داشت؛ همین امر وی را در چشم مردم فردی شایسته نمایاند، به‌طوری‌که وی را به منصب ادیل برگزیدند، آنهم در حالی‌که از شهر روم غایب بود.

## آموزش
لوکولوس از دوران کودکی آموزش آزاد و در خور طبقه اجتماعی خود را فرا گرفت، و به لطف آن خود را سخنوری قابل، چه در شهر و چه در میدان نبرد، نشان داد و همچنین به درک و بینشی عمیق از زبان و فرهنگ یونانی رسیده و بدان عشق ورزید.
او همچنین به سبب علاقه بی‌حد و حصرش به کتابت شهره است، گفته شده بود که وی، تقریباً برای قمار، یک تاریخ جنگ اجتماعی روم به نثر نگاشت. تنها در پیری بود که ذهن خود را صرف «اوقات فراغت دلچسب فلسفی نمود و بخش نظری نبوغ خود را برانگیخت.» وی اشتیاقی شدید به تمامی دکترین‌های فلسفی داشت، به‌ویژه آنچه که در آکادمی باستانی تدریس می‌شد و بزرگترین نمایندهٔ آن همانا دوست بزرگش آنتیوخوس اشکلونی بود. پلوتارک نقل می‌کند که لوکولوس کتابخانه‌ای در ویلای توسکولوم ایجاد کرد و در آنجا کتاب‌های زیادی انباشت که بخش زیادی از آنان محصول فتوحات خود در پادشاهی پنتوس بودند، و آنان را در دسترس هرکسی، به‌ویژه یونانیان، قرار داد؛ کسانی که در آن کتابخانه چنان احساس آرامش می‌کردند که «گویی خانهٔ موزها است». برای همین لوکولوس به پاسدار روشنفکران یونانی شهرت یافت.

## زندگی نظامی و خدمت تحت امر سولا
حرفهٔ لوکولوس به سبب رفتار بحث‌برانگیز والدین، به‌ویژه پدر، بدنام شده‌است. لوکیوس لیکینیوس (پدر وی) در حقیقت، پس از آن‌که در قامت یک پرایتور دست به سرکوبی دومین جنگ بردگان در لوکانیا زد (۱۰۴ ق. م)، برای سال آینده در سیسیل به منصب پروپرایتوری رسید، جایی‌که توانست بار دیگر شورش بردگان را فروبنشاند. با این‌حال بعداً در سال ۱۰۲ ق. م در دادگاهی توسط گایوس سرویلیوس متهم به اختلاس و محکوم به تبعید شد. برای همین به اراکلئا در لوکانیا رفت و درهای هرگونه منصب دولتی به رویش بسته شد.
این‌جا بود که یک لوکیوس لوکولوس جوان و برادرش مارکوس ترنتیوس کوشیدند آبروی پدر را بخرند: آنان با وجود سن پائینِ خود اتهام زنندهٔ پدرشان (سرویلیوس) را به دادگاه کشاندند و با این‌کار روحیهٔ مخاطره‌جوی خود و عاطفه عمیق فرزندی‌شان را نشان دادند، هرچند تلاش آنان در متهم کردن سرویلیوس به جایی نرسید. کایکیلیا متلا، مادر این دو، نیز به سبب زندگی هرزه‌اش و دوستان بدنامی که دور و بر خود داشت، همچون زنی ولنگار شناخته شد.
لوکولوس در سال ۸۹–۹۰ ق. م به سمت تریبون سربازان برگزیده شد، و ابتدا در طول جنگ اجتماعی روم در صف نیروهای لوکیوس کورنلیوس سولا حضور یافت، و سپس در سال ۸۸ ق. م یک کوایستور شد؛ وی تنها مأمور رسمی بود که از رژه رفتن سولا در روم پشتیبانی کرد. در آن شرایط، سولا خوی مطیع و خصایص استثنایی این جوان را پسندید و شخصاً او را در کنار خود خواست به وی مسئولیت‌هایی مخصوصاً برجسته و ظریف محول کرد. وی همچنین برای این دیکتاتور رومی در جنگ مهردادی یکم نیز خدمت کرد: با توجه به برتری دریایی قابل توجه نیروهای دشمن (مهرداد ششم)، وی را با مأموریت جمع‌آوری ناوگان به مصر و لیبی فرستادند. این مأموریت همچنین اهدافی تبلیغاتی نیز داشت: لازم بود آن شهرهایی که جانب مهرداد ششم را گرفته بودند و همچنین شهرهایی که متحد روم بوده امّا مردد بودند که جانب سولا (که دشمن جمهوری خوانده شده بود) را بگیرند یا نه، را به جانب سولا جلب کند. برای همین لوکولوس مدّت زیادی در کرت، کیرنه، و مصر توقف کرد. چون هنوز در حد و اندازه‌ای نبودند که با ناوگان دشمن رویارو شوند وی زمستان سال ۸۶ ق. م را در جزیره قبرس گذراند که در آن زمان تحت تسلط مصریان (بطالسه) بود و مهرداد بی‌طرفی آنرا محترم می‌شمرد. در ادامه، در رودس (که برایش ناوگان دیگری مجهز کرد)، خیوس و کنیدوس نیز توقف کرد.
در این میان، مهرداد پرگامون را ترک گفت تا به اسپارت پناهنده شود و از آنجا ناوگان خود را به قصد نجاتش فراخواند. در این حال بود که یکی از افسران رومی به نام گایوس فلاویوس فیمبریا تصمیم گرفت از طریق خشکی سد راه مهرداد شود و از لوکولوس بخواهد با ناوگان خود از راه دریا مداخله کند. اگر این دو ژنرال رومی با یکدیگر همکاری می‌کردند، مهرداد از راه خشکی توسط فیمبریا و از راه دریا توسط لوکولوس محاصره می‌شد و راه فراری نمی‌داشت و در این‌صورت این جنگ با دستگیری این پادشاه پونتوسی (هم توسط یکی از حامیان گایوس ماریوس یعنی فیمبریا و هم توسط یکی از حامیان سولا یعنی لوکولوس) به پایان می‌رسید. امّا لوکولوس درخواست هم‌وطن و رقیب سیاسی‌اش فیمبریا را نادیده گرفت و با ناوگان خود به تنهایی ناوگان دشمن را شکست داد، سپس در جزیره تندوس (مشرف به تنگه داردانل) سد راه ملوانِ مهرداد به نام نئوتلموس شد و او را به فرار واداشت. در خرسونیسوس واقع در تراکیه بار دیگر به سولا پیوست. پس از آنکه معاهده داردانوس میان سولا و مهرداد منعقد شد و به جنگ پایان داد، سولا به شهرهای آسیایی (که از مهرداد جانب‌داری کرده بودند) خسارتی بالغ‌بر ۲۰٬۰۰۰ تالنت تحمیل کرد، و حکمی صادر کرد که به موجب آن هر سرباز باید از شهروندی که از وی پذیرایی کرده ۴ تترادراخما و نیز غذا برای خودش دریافت کند. لوکولوس نیز مأمور جمع‌آوری غرامات مزبور شد و شواهد نشان می‌دهند که وی این مأموریت را با صداقت و درست‌کاری انجام داد، بی‌آنکه اصلاً دست به ستم یا دزدی بزند.
حال لوکولوس به روم بازگشت و با برادر کوچکترش مارکوس ترنتیوس به منصب ادیل برگزیده شد. بازی‌هایی که توسط برادران لوکولوس برگزار می‌شدند به سبب اصالت‌شان شهره‌اند: در روم همگی از جنگ فیل‌ها در برابر گاوهای وحشی و نیز بهره‌گیری از نوعی صحنه تئاتر متحرک به وجد می‌آمدند.

## کنسولی
سولا خاطرات خود را وقف لوکولوس نمود و پس از مرگ خود، لوکولوس را سرپرست فرزندش فاوستوس کورنلیوس سولا نمود، چرا که او را به گنایوس پومپیئوس ترجیح می‌داد. اندکی پس از این وقایع، در ۷۴ پیش از میلاد، لوکولوس به همراه مارکوس آئورلیوس کوتا (دایی ژولیوس سزار) به منصب کنسولی رسید، و در برابر تلاش‌ها برای الغای قوانین سولا مقاومت کرد. در حقیقت، لوکولوس در طول مدت کنسولی‌اش با یکی از تریبون مردمها به نام لوکیوس کوینتیوس که هدفش ابطال فرامین سولا و به‌ویژه بازگرداندن حق وتوی تریبون‌ها بود، مقابله می‌کرد. این رقابت با پیروزی موقتی لوکولوس به پایان رسید امّا در ۶۸ ق. م کوینتیوس بر این رقیب سولایی‌اش برتری یافت.
لوکولوس پس از پایان تصدی کنسولی‌اش قرار بود به پروکنسولی (فرمانداری) استان گالیا کیسالپینا برگزیده شود امّا به حیله‌ای متوسل شد تا فرمانداری استان کیلیکیه (که پس از مرگ لوکیوس اکتاویوس بدون پروکنسول مانده‌بود) را تصاحب کند: با وجودی که نسبت به یکی از تریبون مردم‌ها به نام کورنلیوس کتگوس (که از اعتبار بالایی در روم برخوردار بود) بسیار احساس نفرت می‌کرد، معشوقه‌اش به نام پرایکیا که زنی قدرتمند بود و بر این تریبون نفوذ زیادی داشت، را مورد تملق و چاپلوسی قرار داد. پرایکیا نیز که مورد تملق واقع شده و از سوی لوکولوس هدایایی دریافت کرده بود تلاشش را به‌کار برد تا لوکولوس حکومت بر استان کیلیکیه (که بسیار مورد اشتیاقش بود) را بدست آوَرد. با وجود آنکه این ناحیه (کیلیکیه) برای لوکولوس فی‌نفسه ارزشمند نبود امّا می‌توانست کسب مقام فرماندهی عالی در جنگ مهردادی سوم (که در شرف وقوع بود) را برایش آسانتر کند.

## نبرد در شرق
با آغاز جنگ مهردادی سوم وی فرماندهی عالی رومیان را در نبرد علیه مهرداد ششم برعهده گرفت و بارها به نیروهای وی حمله برد و بسیاری از آنان را کُشت. سپس روانه دریا شد و ناوگانی بر ضد شهرهای یونانیِ آسیای صغیر تشکیل داد. با این ناوگان، ناوگان دشمن را ابتدا در تروآ و سپس در لیمنوس نابود ساخت. با بازگشت به خشکی، مهرداد را به قلمرو خودش بازپس راند. به سبب برتری سواره نظام دشمن، وی نتوانست دشمنش را در نبردی به معنای واقعی کلمه درگیر کند اما پس از زد و خوردهایی چند بالاخره وی را در نبرد کابیرا مقهور ساخت. وی سازمان اداری استان آسیا را از نو شکل داد و شهرها را از درنده‌خویی مقاطعه کاران و مالیات‌گیران خلاص کرد، کسانی که بلای اقتصادی قشرهای ضعیف جامعه بودند. او با این‌کار خود را در برابر مالیات‌گیران و مقاطعه‌کاران قرار داد، کسانی که صدای اعتراضات‌شان به این اقدامات تا روم هم رسید.
سپس وی حمله‌ای بر ضد تیگران دوم ارمنستان، داماد و متحد مهرداد ششم که به وی پس از فاجعه نبرد کابیرا پناه داده بود، ترتیب داد. لوکولوس ابتدا به‌سوی تیگراناکرت پیشروی نمود و آنرا محاصره کرد. این امر سبب پیشروی نیروهای تیگران شد، اما لوکولوس باوجود قلت عددی نیروهایش به وی شکست سختی وارد آورد. اینچنین بود که پیروزی دیگری در نبرد آرتاشات (۶ اکتبر ۶۸ ق. م) بدست آورد، اما به سبب سرکشی سپاهیانش به شهر مزبور وارد نشد. اقتدار وی بر لژیون‌هایش با اقدامات برادرزنش پوبلیوس کلودیوس پولکر که تخم سرکشی را در میان سربازانش می‌پراکند، رو به تضعیف نهاد. این امر به مهرداد و تیگران فرصت آنرا داد که بخش بزرگی از سرزمین‌های از دست رفته‌شان را بازپس بگیرند.
با توطئه‌هایی که طبقه سوارکاران (شهسواران) و حامیان گنایوس پومپیئوس ترتیب داده بودند، لوکولوس به موجب قانون موسوم به لکس مانیلیا در سال ۶۶ ق. م مقام فرماندهی عالی جنگ‌های مهردادی را به پومپیئوس واگذار کرد. پومپیئوس هم به محض رسیدن به آسیا، سربازان لوکولوس را از تبعیت از فرامین فرمانده سابقشان و نیز دیدار از اقامتگاه‌هایش منع کرد. پس از ملاقات دیپلماتیک دو فرمانده، لوکولوس ناچار شد شرق را ترک کرده و مستقیماً روانه روم شود؛ در عین حال پومپیئوس ۱۶۰۰ تن سرباز را برای وی باقی گذاشت تا در رژه تریومف وی را همراهی کنند.

## زندگی خصوصی
در طول جنگ، او غنایم جنگی بسیاری تصاحب کرده‌بود و با ثروت‌بادآورده بی‌پایانی به روم بازگشت و با هزینه‌های هنگفت، ویلاهایی باشکوه بنّا کرد. وی در توسکولوم ویلایی بس زیبا داشت که مزین‌به رواق‌ها و هال با سالن‌های غذاخوری باشکوه و تراس‌های گران‌قیمت بود. زمانی‌که گنایوس پومپیئوس کبیر به یکی از این ویلاها رفت تا از آن دیدن کنند، گفت که اقامت‌گاه آن در تابستان بسیار باصفا امّا در زمستان کمتر دلپذیر است؛ لوکولوس در پاسخ گفت: «می‌پنداری که من از پرستوهایی که با فرارسیدن زمستان آشیانه‌شان را عوض می‌کنند کمتر شعور دارم؟» در حقیقت وی ویلاهای دیگری نیز در جاهای گرم‌تر داشت که در آنان به تفرج زمستانی می‌پرداخت. هزینه غذاها نیز با شکوه ویلاها متناسب بود: در حقیقت وی چنان ضیافت‌هایی شاهانه ترتیب می‌داد که هیچ‌کس هیچ‌گاه نمی‌توانست ضیافت‌هایی پرزرق‌وبرق‌تر از آن‌ها تدارک ببیند. از این رو، چنین شام‌های پرتجمل و پرهزینه‌ای به «لوکلینائه» ملقب شدند. یک روز هنگامی‌که برای او غذایی معمولی حاضر کردند، با تندی به آشپز خرده گرفت، زیرا او (آشپز) از وی (لوکولوس) عذرخواسته و بدو گفته بود که فکرنمی‌کند وقتی کسی به شام دعوت نیست لازم باشد شام باشکوهی حاضر کند؛ لوکولوس با عصبانیت بدو گفت: «چه؟ نمی‌دانستی امروز لوکولوس در کنار لوکولوس شام خواهد خورد؟»